# جائزة كندا الكبرى 1986
جائزة كندا الكبرى 1986 هو سباق فورمولا 1 أقيم بتاريخ 15 يونيو 1986 في حلبة جيل فيلنوف، مونتريال، كندا. كان السادس من أصل 16 في بطولة العالم لسباقات الفورمولا واحد موسم 1986. حلّ البريطاني نايجل مانسيل أولا بينما جاء الفرنسي ألن بروست في المركز الثاني وحصل على المركز الثالث البرازيلي نيلسون بيكيه.